# Indica Gallery

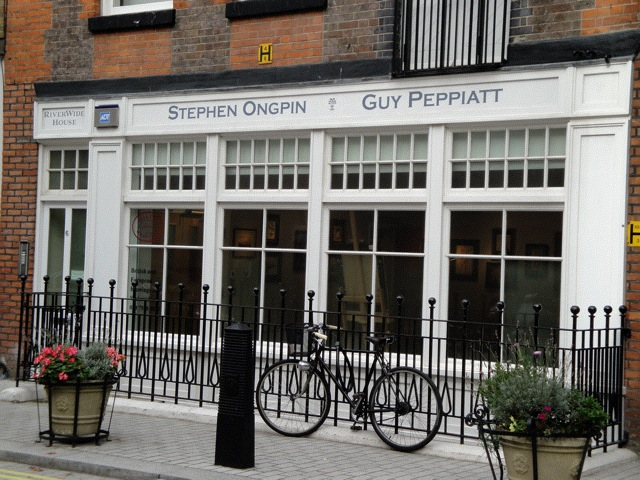
Räume der ehemaligen lndica Gallery (2009)

Die Indica Gallery war eine Kunstgalerie mit Buchladen im London der Swinging Sixties Mitte der 1960er Jahre. Die Galerie, gegründet von John Dunbar, Barry Miles und Peter Asher, bestand zwei Jahre, vom November 1965 bis November 1967. Sie war ein Zentrum der Londoner Underground-Kultur. Das Underground-Magazin International Times wurde 1966 von Barry Miles und John „Hoppy“ Hopkins im Indica Buchladen (Indica Bookshop) gegründet.

## Geschichte
John Dunbar, der gerade sein Kunststudium beendet hatte, lernte Barry Miles, der für den Buchladen „Better Books“ arbeitete, beim legendären Dichterfestival International Poetry Incarnation am 11. Juni 1965 in der Royal Albert Hall kennen. Die beiden planten, eine Kunstgalerie mit Buchladen zu eröffnen. Sie gewannen Peter Asher als Partner für die Finanzierung, und gründeten die Firma „Miles, Asher and Dunbar Limited“ (MAD, deutsch: verrückt).
Im November 1965 eröffnete die Indica Gallery im Keller des angeschlossenen Buchladens im Mason’s Yard 6, nicht weit vom Piccadilly Circus. Dunbar war zuständig für die Galerie, Miles für den Buchladen. Ashers Freund Paul McCartney hatte beim Einrichten geholfen, die erste Registrierkasse des Ladens war ein Geschenk von Jane Asher, Peters Schwester und damalige Freundin McCartneys.
Laut Observer veranstaltete Indica einige der radikalsten Avantgarde-Shows in London (Indica organises some of the most avant-garde shows that can be seen in London), darunter Happenings von Yoko Ono, die hier Ende 1966 erstmals John Lennon begegnete.
Im November 1967 musste die Indica Gallery wegen finanzieller Schwierigkeiten schließen. Der Buchladen war bereits 1966 umgezogen.

## Nachwirkung
Ende 2006 zeigte die Riflemaker Gallery in London unter dem Namen „Riflemaker becomes Indica“ eine Ausstellung von Künstlern, die 40 Jahre zuvor in der Indica Gallery vertreten waren. Ende 2007 war die Ausstellung als „Nyehaus becomes Indica“ in der New Yorker Galerie Nyehaus zu sehen.

## Name
Während Riflemaker den Namen Indica auf das englische Wort „Indications“ (Hinweise) zurückführt, ist die Verbindung zum lateinischen Namen von Cannabis – Cannabis indica – wahrscheinlicher.